# فرودگاه سنت فرانسوا خاویر
فرودگاه سنت فرانسوا خاویر (به انگلیسی: St. François Xavier Airport) یک فرودگاه همگانی است که یک باند فرود چمن و خاک و شن دارد و طول باند آن ۹۱۴ متر است. این فرودگاه در کشور کانادا قرار دارد و در ارتفاع ۲۴۳ متری از سطح دریا واقع شده است.